# Mercia
Mercia, eller Mierce, var ett anglosaxiskt kungarike i det som kallas Midlands, i mellersta England, mellan 527 och 918.
Namnet kommer från fornengelskans merce som betyder "gränsfolk". Riket och dess underlydande var beläget vid floden Trent. Mercias grannar var Northumbria, Powys, de sydwalesiska kungarikena, Wessex, Sussex, Essex och Östangeln.
Hur Mercia blev ett kungarike är höljt i dunkel, arkeologiska utgrävningar visar att det fanns angliska folk norr om Themsen på 500-talet och det man vet om kungar och slag kommer i huvudsak ifrån de anglosaxiska krönikorna.
Mercias storhetstid var 600- till 800-talet, då det dominerade södra England. I slutet av 800-talet invaderades det av vikingar och blev en del av danelagen. Mercia förlorade sin självständighet i början av 1000-talet och uppgick i ett enat engelskt kungarike.

## Språk
Språket som talades i Mercia kallades merciska (engelska: Mercian) och var en blandning av fornengelska, keltiska och fornnordiska. Merciska har en snårig och komplex grammatik.[källa behövs]
J.R.R. Tolkien är en av många som har fokuserat på det merciska och fornengelska språket och han baserade många av koncepten i Sagan om ringen på det.

## Mercias kungalängd

### Ätten Icel
Créoda 584–593
Son till Cynewald och trolig grundare till det kungliga fortet vid Tamworth. Créoda räknas som Mercias förste kung.
Pybba 593–606
Son till Créoda. Han utökade den merciska kontrollen till västra Midlands.
Céorl 606-626
Troligtvis bror eller kusin till Pybba.
Penda 626–655
Son till Pybba. Han ökade Mercias inflytande till att bli ett av de dominerande anglosaxiska kungarikena. Han var den siste hednakungen i England och blev dödad i strid av Oswy, kung av Northumbria. 
Éowa 635–642
Pendas bror och medregent. Dog i strid.
Péada ca 653–656
Son till Penda och var medregent i syd–östra Midlands. Han blev mördad.
Oswy 655–658
Kung av Northumbria som tillfälligt ockuperade Mercia.
Wulfhere 658–675
Bror till Péada. Han återställde Mercias dominans i England.
Æþelred 675–704 (död 716)
Wulfheres bror. Han abdikerade och gick i kloster.
Cœnred 704–709
Son till Wulfhere. Han abdikerade och bosatte sig i Rom.
Céolred 709–716
Son till Æþelred. Han blev troligtvis förgiftad.
Céolwald 716
Bror till Céolred. Han har kanske inte existerat.
Æthelbald 716 – 757
Barnbarn till Éowa. Han utropade sig till kung av England år 746. Han mördades av Béornred.

### Usurpator
Béornred 757
Har ingen släktrelation till sin företrädare. Han blev avsatt av Offa den store.

### Ätten Offa
Offa den store 757–796
Troligtvis barnbarns barnbarn till Éowa. Han var den största och mäktigaste av Mercias kungar. Offa utropade sig till kung över England år 774 och lät bygga Offa's Dyke.
Egfriþ 787–796
Offas son och medregent. Han dog några månader efter sin far.

### Ätten Cœnwulf
Cœnwulf 796–821
Hävdade att han var ättling i sjunde led till Pybba och tog titeln kejsare.
Cynehelm (St Kenelm) 812 eller 821
Son och medregent till Cœnwulf. Han blev mördad och senare helgonförklarad.
Céolwulf 821–823 (död: ?)
Bror till Cœnwulf. Han blev avsatt av Béornwulf.

### Valda kungar
Béornwulf 823–826
Troligtvis en släkting till Béornred. Han valdes till kung av det kungliga rådet Witenagemot (också känt som Witan). Han dog i strid.
Ludeca 826–827
Vald till kung av det kungliga rådet. Han dog i strid.
Wigláf 827–829 (första styre)
Vald till kung av Witan, men avsatt av Egbert av Wessex.
Egbert av Wessex 829–830
Kung under tillfällig ockupation av Mercia 
Wigláf 830–840 (andra styret)
Åter kung. Men Mercias makt och dominans i England var över.
Wigmund cirka 840
Son till Wigláf och svärson till Céolwulf.
Wigstan 840  (död: 849)
Son till Wigmund och tackade nej till Mercias krona. Mördades av Béorhtwulf.
Béorhtwulf 840–852
Vald till kung av witan. Han hävdade att han var kusin till Wigstan.
Burgred 852–874
Vald till kung av Witan, men på grund av hotet ifrån danska vikingar flydde han till Rom.
Céolwuld den dumme 874–883
Troligtvis son till Wigmund och tillsatt av danska vikingar som en marionettkung.
Æþelred Mucil 883–911
Vald av Witan till kung över Mercia och erkände Alfred av Wessex som sin överherre. Han kallades snarare för ”éaldorman” än kung, speciellt av västsaxerna.

### Mercias drottningar
Æþelflœd 911–918
Änka efter Æþelred Mucil och dotter till Alfred av Wessex. Hon blev en drottning med makt på grund av att hennes make Æþelred Mucil blev sjuk. Æþelflœd gav frivilligt bort London och Oxford till sin bror, Edvard den äldre av Wessex, som ett tecken på lojalitet. 
Ælfwynn 918–919
Dotter till Æþelred Mucil och Æþelflœd och hon blev avsatt ifrån Mercias tron av sin farbror, Edvard den äldre, som införlivade Mercia till Wessex och som på så sätt skapade konungariket England.